# Арнольд, Христоф
Христоф Арнольд  (нем. Christoph Arnold; 17 декабря 1650, Зоммерфельд — 15 апреля 1695, Лейпциг) — немецкий астроном.

## Биография
Христоф Арнольд был фермером, но увлёкся астрономией и построил обсерваторию на своем доме. В 1683 открыл большую комету на 8 дней раньше Гевелия. В 1686 году переехал в Лейпциг, где вместе с Готфридом Кирхом наблюдал большую комету 1686 года.
Наблюдал прохождение Меркурия по диску Солнца 13 октября 1690, получив на это субсидию и освобождение от налогов от властей города Лейпцига.
Опубликовал свой труд «Göttliche Gnadenzeichen, in einem Sonnenwunder vor Augen gestellt» (Leipzig, 1692), в котором, среди прочего, освещены результаты его наблюдений за прохождением Меркурия по диску Солнца.
В его честь назван кратер Арнольд на Луне.